# 禾山特种区
禾山特种区，是中华民国大陆时期福建省的一个准县级行政单位，为历史上唯一一个一等特种区，特种区类别为海港和商埠类，前身为思明县郊区，后归同安县管辖。

## 历史沿革
思明县成立后，禾山为郊区，实行保甲制度，下辖26保；1933年起，思明开始筹备建市工作，4月25日，行政院通过划厦门公安局原管辖范围设立思明市案，禾山亦划归思明市筹备处，下辖三个区，但思明设市进程被闽变打断，禾山在闽变期间成为厦门特别市的一部分，中华共和国灭亡后重新归属市政筹备处。
1935年4月1日，厦门市正式成立，禾山则划出建立禾山特种区，行政上归同安县辖，实际上相对独立。1937年9月，因抗日战争之故，特种区和厦门市分治对备战不利，福建省政府遂于12月裁撤禾山特种区，裁撤后本应划归同安县，但为方便管理而并入同岛的厦门市，改设甲种区。

## 行政区划
禾山特种区辖有美仁宫、豆仔尾、后江埭、美头、西滨、将军祠、文灶社、梧村、双涵、埭头、莲坂、吕厝、江头、薛岭、后坑、祥店、后埔、乌石浦、西郭、仙岳、湖里、村里、洪厝、寨上、塘边、殿前、高崎、湖莲、斗门、庵兜、林后、围里、墩上、岭下、坂上、枋湖、钟宅、尚忠、西潘、田里、高林、坂美、霞边、田头、浦口、泥金、马厝、湖边、塔埔、岭兜、前村、前埔、潘宅、洪山柄、何厝、黄厝、曾厝坡、西边和仓里等自然村，并分别在美人宫和将军祠，江头和寨上，庵兜和岭下，黄厝和五通，何厝、前埔和曾厝坡，设立第一至第六共6个办事处取代原先的联保办事处。